# 斯霞
斯霞（1910年—2004年），原名碧霄，女，浙江诸暨人，中国初等教育家，特级教师，曾任中国教育学会常务理事、顾问，第三、五、六、七届全国人大代表。